# Campeonato Potiguar Segunda Divisão 2011
In 2011 werd de veertiende editie van de Campeonato Potiguar Segunda Divisão gespeeld voor voetbalclubs uit de Braziliaanse staat Rio Grande do Norte. De competitie werd georganiseerd door de FNF en werd gespeeld van 11 september tot 11 oktober. Caicó werd kampioen.

## Eindstand
| Plaats | Club                   | Wed. | W | G | V | Saldo | Ptn. |
| ------ | ---------------------- | ---- | - | - | - | ----- | ---- |
| 1.     | Caicó                  | 6    | 4 | 1 | 1 | 10:3  | 13   |
| 2.     | ABC-B                  | 6    | 2 | 1 | 3 | 4:8   | 7    |
| 3.     | Centenário de Parelhas | 6    | 1 | 4 | 1 | 6:9   | 7    |
| 4.     | Potyguar Seridoense    | 6    | 1 | 2 | 3 | 8:8   | 5    |

|  | Geplaatst voor finale |
|  | Promotie              |

## Kampioen
| Campeonato Potiguar de 2011 - Segunda Divisão |
| Rio Grande do Norte                           |
| --------------------------------------------- |
| CAICÓ Kampioen (1° titel)                     |